# Margit Reiter
Margit Reiter (* 8. September 1963) ist eine österreichische Historikerin. Sie lehrt seit 2019 als Universitätsprofessorin für Europäische Zeitgeschichte an der Universität Salzburg.

## Leben
Von 1983/1984 bis 1991 studierte Reiter Geschichte und Germanistik an der Universität Salzburg und an der Universität Wien, wo sie am 13. Dezember 1991 das Studium mit der Diplomarbeit Ehrbarer Antisemitismus – Hilfloser Antifaschismus? Antizionismus und Palästina-Solidarität der Neuen Linken in der BRD bei Anton Staudinger abschloss.
Von 1986 bis 1987 war sie FWF-Mitarbeiterin in Salzburg, von 1992 bis 1993 Co-Editorin der Ministerratsprotokolle des Kabinetts Ramek von 1926. Am Dokumentationszentrum des Bundes Jüdischer Verfolgter des Naziregimes war sie von 1994 bis 1995 Mitarbeiterin. Im Studienjahr 1998/1999 forschte sie als Junior-Fellow am Internationalen Forschungszentrum Kulturwissenschaften.
Nach der Promotion (Dr. phil.) am 1. Februar 1999 mit Auszeichnung bei Anton Staudinger und John Bunzl war sie von 2000 bis 2001 Vertragsassistentin (Karenzvertretung) am Institut für Zeitgeschichte der Universität Wien. Von 2002 bis 2004 war sie Charlotte-Bühler-Habilitationsstipendiatin. In Salzburg forschte sie von 2005 bis 2008 als FWF Research Fellow am Fachbereich Geschichte der Universität. Von Juni 2006 bis September 2007 wirkte sie in Berlin als Gastforscherin am Berliner Kolleg für Vergleichende Geschichte Europas (BKVGE) an der FU Berlin und am Zentrum für Antisemitismusforschung an der TU Berlin.
Nach der Habilitation (venia docendi für Zeitgeschichte) am 7. November 2006 war sie von 2009 bis 2012 FWF Research Fellow am Institut für Zeitgeschichte in Wien. Im Sommersemester 2012 lehrte sie als Gastprofessorin an der Universität Salzburg. Dann war sie Botstiber Fellow for Austrian-American Studies (2013/2014), und ab 2014 FWF Research Fellow am Institut für Zeitgeschichte in Wien. Am 1. Oktober 2019 wurde sie Professorin für Europäische Zeitgeschichte an der Universität Salzburg.

## Schriften (Auswahl)
- mit Helga Embacher: Gratwanderungen. Die Beziehungen zwischen Österreich und Israel im Schatten der Vergangenheit. Picus, Wien 1998, ISBN 3-85452-418-8.
- Unter Antisemitismus-Verdacht. Die österreichische Linke und Israel nach der Shoah. Studienverlag, Innsbruck/Wien/München/Bozen 2001, ISBN 3-7065-1445-1 (zugleich Dissertation, Wien 1998).
- Das Tauernkraftwerk Kaprun. In: Oliver Rathkolb, Florian Freund (Hg.): NS-Zwangsarbeit in der Elektrizitätswirtschaft der „Ostmark“ 1938–1945. Böhlau, Wien 2002.
- Die Generation danach. Der Nationalsozialismus im Familiengedächtnis. Studienverlag, Innsbruck/Wien/Bozen 2006, ISBN 3-7065-1940-2.
- mit Maria Mesner und Theo Venus: Enteignung und Rückgabe. Das sozialdemokratische Parteivermögen in Österreich 1934 und nach 1945. Studienverlag, Innsbruck/Wien 2007, ISBN 3-7065-4358-3.
- als Herausgeberin mit Helga Embacher: Europa und der 11. September 2001. Böhlau, Wien/Köln/Weimar 2011, ISBN 3-205-78677-7.
- Die Ehemaligen. Der Nationalsozialismus und die Anfänge der FPÖ. Wallstein, Göttingen 2019, ISBN 978-3-8353-3515-8.